# Partido Al-Wasat
Hizb al-Wasat al-Jadid (en árabe: حزب الوسط الجديد‎ Hizb al-Wasaṭ Al-Ŷadīd), traducido al español como Partido del Nuevo Centro o Nuevo Partido del Centro, más conocido como El Centro, es un partido político egipcio de tendencia islamista moderada.
Desde 1996, el fundador del partido, Abu al Ala Madi, había solicitado sin éxito en cuatro ocasiones al Comité de Partidos Políticos, órgano encargado de dar luz verde a la formación de partidos, el registro legal de esta agrupación. Finalmente consiguió la aprobación del tribunal de partidos políticos en el 19 de febrero de 2011. Al-Wasat se convirtió así en el primer partido autorizado después de la Revolución egipcia de 2011.

## Enlaces
http://es.noticias.yahoo.com/9/20110219/twl-tribunal-egipcio-aprueba-la-formacio-2ef3220.html
http://www.alwasatparty.com/ (Página oficial).
- Datos: Q291414